# Superestelar El Mexicano
Su Majestad Mi Banda El Mexicano de Casimiro Zamudio es un grupo musical de technobanda y reguetón procedente de México. Fue creada en 1973 por Casimiro Zamudio como una derivación de Mi Banda El Mexicano, de la cual fue integrante.  

## Historia
Mi Banda El Mexicano es un grupo musical de technobanda procedente de  LA PAZ BAJA CALIFORNIA SUR México. Fue oficialmente en el año de 1973 cuando Casimiro Zamudio y Francisco "Pancho" Vidales formaron al Grupo Zigzag el cual interpretaba temas de rock, baladas y chicanas.
Esta banda además de interpretar temas musicales al estilo del clásico caballito, incluye en su repertorio algunos cóvers de otros artistas al estilo de pasito duranguense así como de banda sinaloense. También interpretan canciones al estilo pop y baladas fusionadas con caballito, inclusive hasta de rock and roll. El primer sencillo que dio inicio a esta nueva etapa de la banda Superestelar El Mexicano se titula El Camaleón. Casimiro Zamudio decidió cambiar su imagen, rasurándose la barba y con un sombrero diferente al que solía usar en sus presentaciones con Mi Banda El Mexicano.
Sostuvo un pleito legal con Germán Román, excompañero suyo en Mi Banda El Mexicano por los derechos de explotación del nombre de la banda. Luego de esta disputa Román integró Mi Banda El Mexicano de Germán Román y Zamudio Superestelar El Mexicano y Mi Banda El Mexicano en Estados Unidos.

## Discografía
- El Camaleón
- Superestelar El Mexicano con ustedes
- Qué tiene Casimiro